# Consistórios de Alexandre VIII
O Papa Alexandre VIII (r. 1689–1691) criou 14 cardeais em três consistórios .

## 7 de novembro de 1689
1. Pietro Ottoboni (1667-1740)

## 13 de fevereiro de 1690
1. Bandino Panciatici (1629-1718)
2. Giacomo Cantelmo (1645-1702)
3. Ferdinando d'Adda (1650-1719)
4. Toussaint de Forbin-Janson (1631-1713)
5. Giambattista Rubini (1642-1707)
6. Francesco del Giudice (1647-1725)
7. Giambattista Costaguti (1636-1704)
8. Carlo Bichi (1638-1718)
9. Giuseppe Renato Imperiali (1651-1737)
10. Luigi Omodei (1657-1706)
11. Gian Francesco Albani (Futuro Papa Clemente XI) (1649-1721)

## 13 de novembro de 1690
1. Francesco Barberini (1662-1738)
2. Lorenzo Altieri (1671-1741)